# John A. Dahlgren

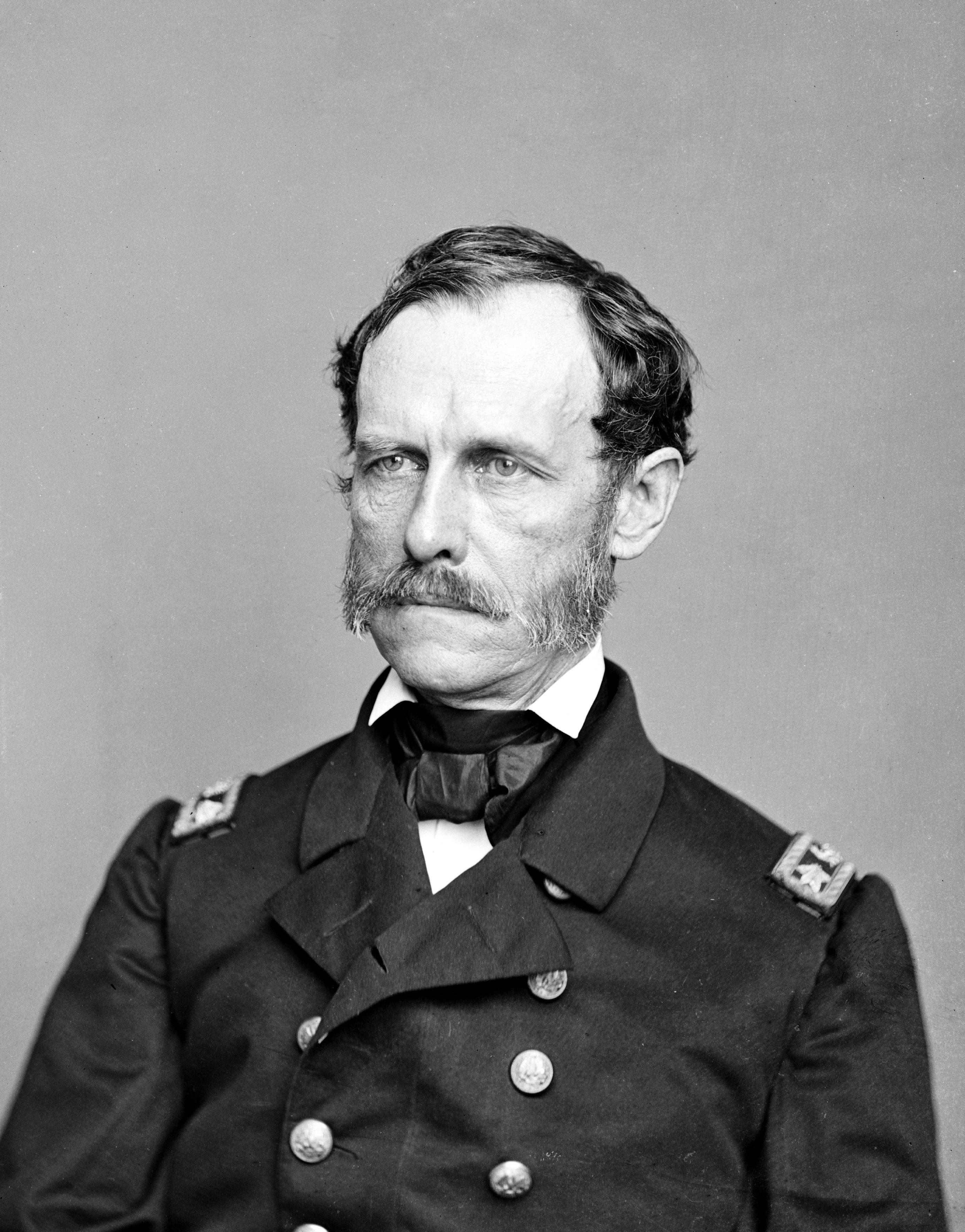
John A. Dahlgren som konteramiral under det amerikanska inbördeskriget.

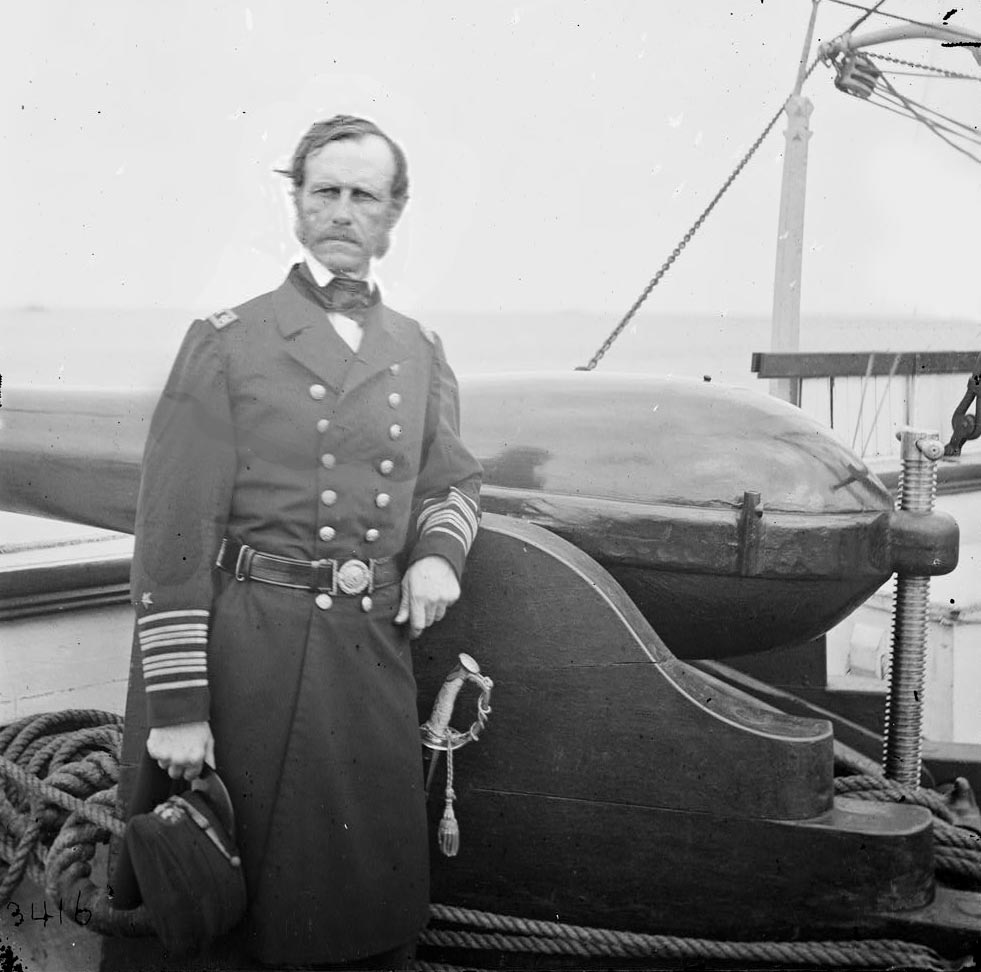
Dahlgren vid en av honom konstruerad Dahlgrenkanon, med sitt typiska flaskformade utseende.

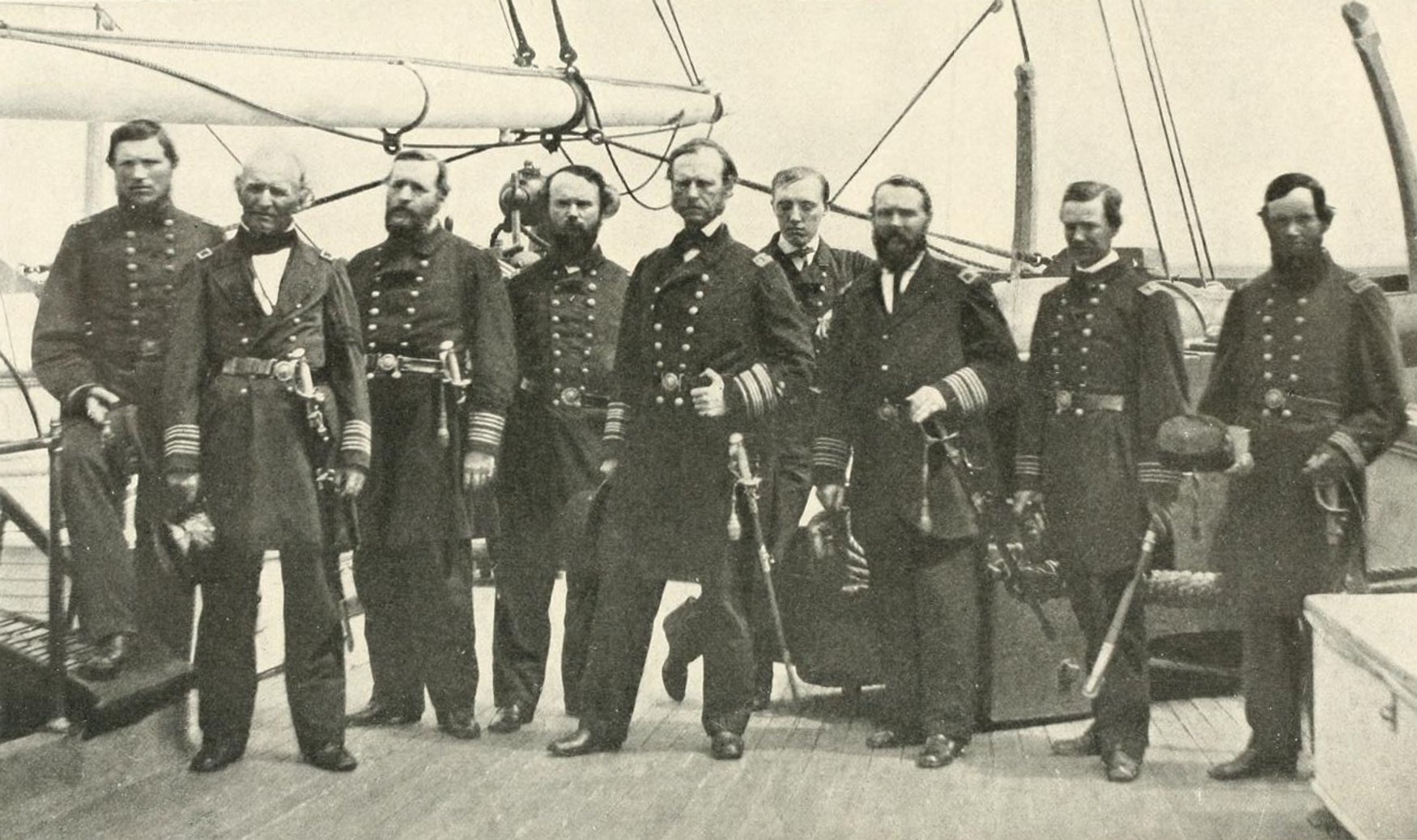
Dahlgren som chef för Atlantiska spärreskadern.

John Adolf Dahlgren, född 13 november 1809 i Philadelphia, död 12 juli 1870 i Washington, D.C., var en amerikansk sjöofficer och fartygsartillerikonstruktör av svensk härkomst. Dahlgrens son Ulric Dahlgren stupade 1864 som överste i unionsarmén, medan Dahlgrens bror Charles Dahlgren var general i sydstatsarmén.

## Ungdom
Dahlgren föddes i Philadelphia där hans far, Bernhard Ulrik Dahlgren, var köpman och svensk konsul. Farfadern John Adolf Dahlgren var från Norrköping, medicine doktor och vän med Carl von Linné, och morfadern James Rowan var militär. Fadern avled när John var 15 år och han fick då börja försörja sig själv.

## Militär karriär
Dahlgren blev 1826 sjökadett, 1837 löjtnant och 1855 kapten. 1845–61 tjänstgjorde han vid sjöartilleridepartementet i Washington och utvecklade då det amerikanska sjöartilleriet till en mycket hög nivå, särskilt genom konstruktionen av svårt fartygsartilleri ("Dahlgrens kanoner") för USA:s flotta och haubitser avsedda för kanonbåtarna. Vid krigsutbrottet 1861 anförtroddes åt Dahlgren det maktpåliggande uppdraget att leda den viktigaste delen av Washingtons försvar. 1862 blev han kommendörkapten och chef för artilleribyrån samt 1863 konteramiral och befälhavare över Atlantiska spärreskadern som låg utanför Charleston. Tillsammans med general Gillmore lyckades han efter svåra strider intaga Morris-ön och Fort Wagner samt förvandlade nästan Fort Sumter till ruiner. År 1864 understödde han med sin eskader general Sherman vid belägringen och intagandet av Savannah och 1865 under operationerna mot Charleston. Vid sistnämnda tillfälle blev hans flaggskepp sänkt av en kringflytande mina. Han avled i Washington 1870 som kommendant för örlogsstationen där.

## Publikationer
Amiral Dahlgren författade Report on the 32-pounders of 32 cwt (1850), System of boat armament in the United states’ navy (1852–56), Naval percussion locks and primers (1852), Shells and shellguns (1856) och Report on cruise of the ordnance ship Plymouth (1857) m. m. Efter hans död utkom Notes on maritime international law (1877). Hans biografi, "Memoir of John A. Dahlgren", författad av hans änka, M. V. Dahlgren, utkom i Boston 1882.

## Eftermäle

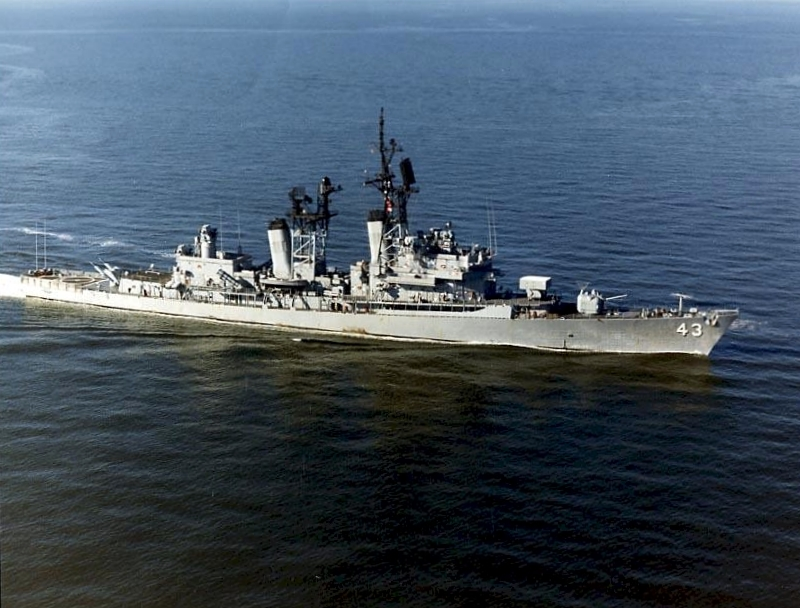
USS Dahlgren DDG-43.

Naval Support Facility Dahlgren är liksom tätorterna Dahlgren Center och Dahlgren, Virginia samt municipalsamhället Dahlgren, Illinois uppkallade efter amiral Dahlgren.
Tre fartyg i US Navy har varit uppkallade efter amiral Dahlgren:
- USS Dahlgren, torpedbåt i tjänst 1900-1918.
- USS Dahlgren, jagare DD-187 i tjänst 1920-1945.
- USS Dahlgren, robotjagare DDG-43 i tjänst 1961-1992.